# Solon
Solon (tiếng Hy Lạp cổ: Σόλων; k. 630 – k. 560 TCN) là một chính khách, người làm luật và nhà thơ người Athena. Ông được nhớ đến chủ yếu nhờ các nỗ lực xây dựng luật pháp chống lại sự suy yếu về chính trị, kinh tế và suy dồi đạo đức ở Athens cổ đại. Các cải cách của ông thất bại trong thời gian trước mắt, nhưng ông sau này được coi là người đã đặt nền móng cho chế độ dân chủ Athena. Ông còn viết thơ cho vui, trong đó có các bài thơ tuyên truyền yêu nước, cũng như bảo vệ các cải cách hiến pháp của mình.
Kiến thức hiện đại về Solon tương đối hạn chế do chỉ có từng phần rời rạc các tác phẩm của ông còn tồn tại, và còn bị những tác giả sau này thêm thắt vào, cũng như tình trạng thiếu các bằng chứng khảo cổ và văn kiện thời kỳ đầu thế kỷ thứ 6 TCN nói chung ở Athens. Các tác giả cổ đại như Philo của Alexandria, Herodotus, và Plutarch là các nguồn tư liệu chính, nhưng họ đều viết về Solon rất lâu sau khi ông mất. Các nhà hùng biện thế kỷ thứ tư TCN, như Aeschines, lại hay quy các bộ luật thời họ, tức hai trăm năm sau thời Solon, là của ông.

## Cuộc đời
Solon ra đời tại Athens vào khoảng năm 630 TCN. Gia đình ông thuộc loại nổi tiếng tại Attica do họ thuộc tầng lớp quý tộc, hay còn gọi là Eupatrid. Cha của Solon có thể là Execestides. Nếu vậy, ta có thể lần theo gia phả của gia đình ông về tận Codrus, Vua cuối cùng của Athens. Theo Diogenes Laërtius, ông có một người anh em là Dropides, là một tổ tiên (sáu đời) của Plato. Theo Plutarch, Solon có họ hàng với bạo chúa Pisistratus, do mẹ của họ là chị em họ với nhau. Solon sau này theo đuổi nghiệp buôn bán, vốn không dành cho giới quý tộc.

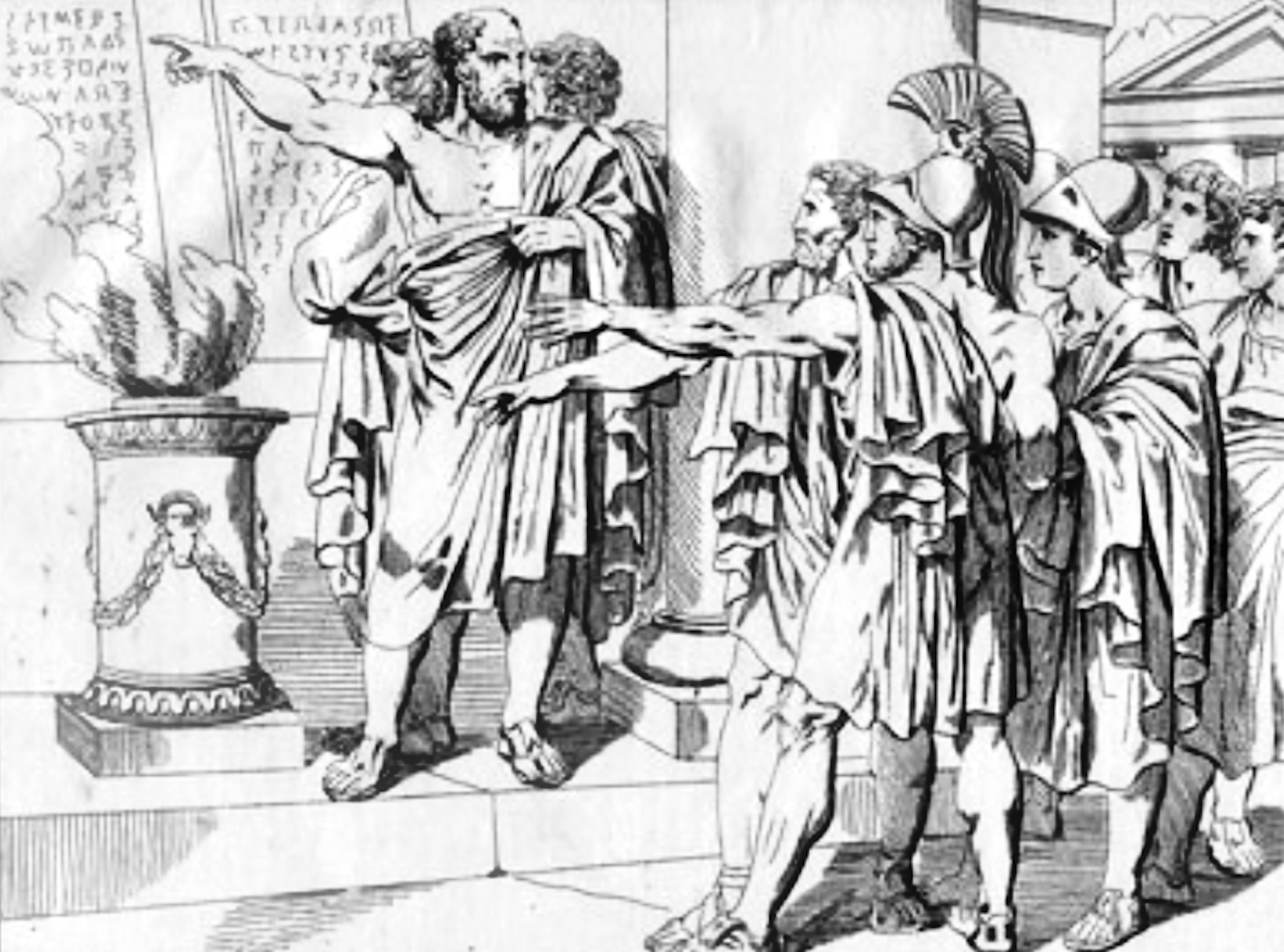
"Solon yêu cầu mọi người tuân thủ bộ luật của mình", minh họa từ sách (Augsburg 1832)

Khi Athens và Megara tranh giành nhau đảo Salamis, Solon được chọn làm lãnh đạo của quân Athens. Sau nhiều thất bại liên tục, Solon đã khích lệ tinh thần quân sĩ bằng cách đọc cho họ một bài thơ về hòn đảo mà ông viết. Được hỗ trợ bởi Pisistratus, ông đã đánh bại người Megara bằng một mánh khóe khôn ngoan hoặc một trận chiến hào hùng trong khoảng những năm 595 TCN. Tuy nhiên, người Megara không từ bỏ hòn đảo này. Người Sparta sau này đứng ra hòa giải, và Solon dựng tình huống để buộc họ phải giao hòn đảo cho người Athens kiểm soát.
Theo Diogenes Laertius, vào năm 594 TCN, Solon được chọn làm quan chấp chính, hay quan tòa tối cao. Với tư cách quan chấp chính, Solon thảo luận về những cải cách mà ông dự định thực hiện với một số người bạn. Biết rằng ông định xóa hết các món nợ của người dân, những người bạn này liền vay tiền ông và mua nhiều đất đai. Tuy đã nghi ngờ trước, nhưng ông vẫn nghiêm túc chấp hành bộ luật mà chính mình đề ra, xóa hết nợ cho các bạn ông, lên đến năm talent (hay 15 theo một số nguồn sử). Các bạn ông không bao giờ trả nợ.
Sau khi đã hoàn tất các cải cách, ông đi du hành nước ngoài trong mười năm, để người Athens không thể thuyết phục ông bãi bỏ luật của mình. Điểm dừng chân đầu tiên của ông là Ai Cập. Tại đó, theo lời Herodotus, ông đã vào chầu Pharaoh Ai Cập, Amasis II. Theo Plutarch, ông đã dành thời gian thảo luận về triết học với hai thầy tế Ai Cập, Psenophis của Heliopolis và Sonchis của Sais. Một nhân vật xuất hiện trong hai cuộc đối thoại của Plato, Timaeus và Critias, nói rằng Solon đã ghé thăm đền thờ nữ thần Neith tại Sais và được các thầy tế ở đó kể lại câu chuyện về lịch sử của Atlantis. Tiếp theo, Solon dong buồm đến Cyprus, tại đó ông giám sát việc thi công kinh đô mới của một ông vua địa phương, và để nhớ ơn ông vị vua này đã đặt tên cho kinh đô mình là Soloi.

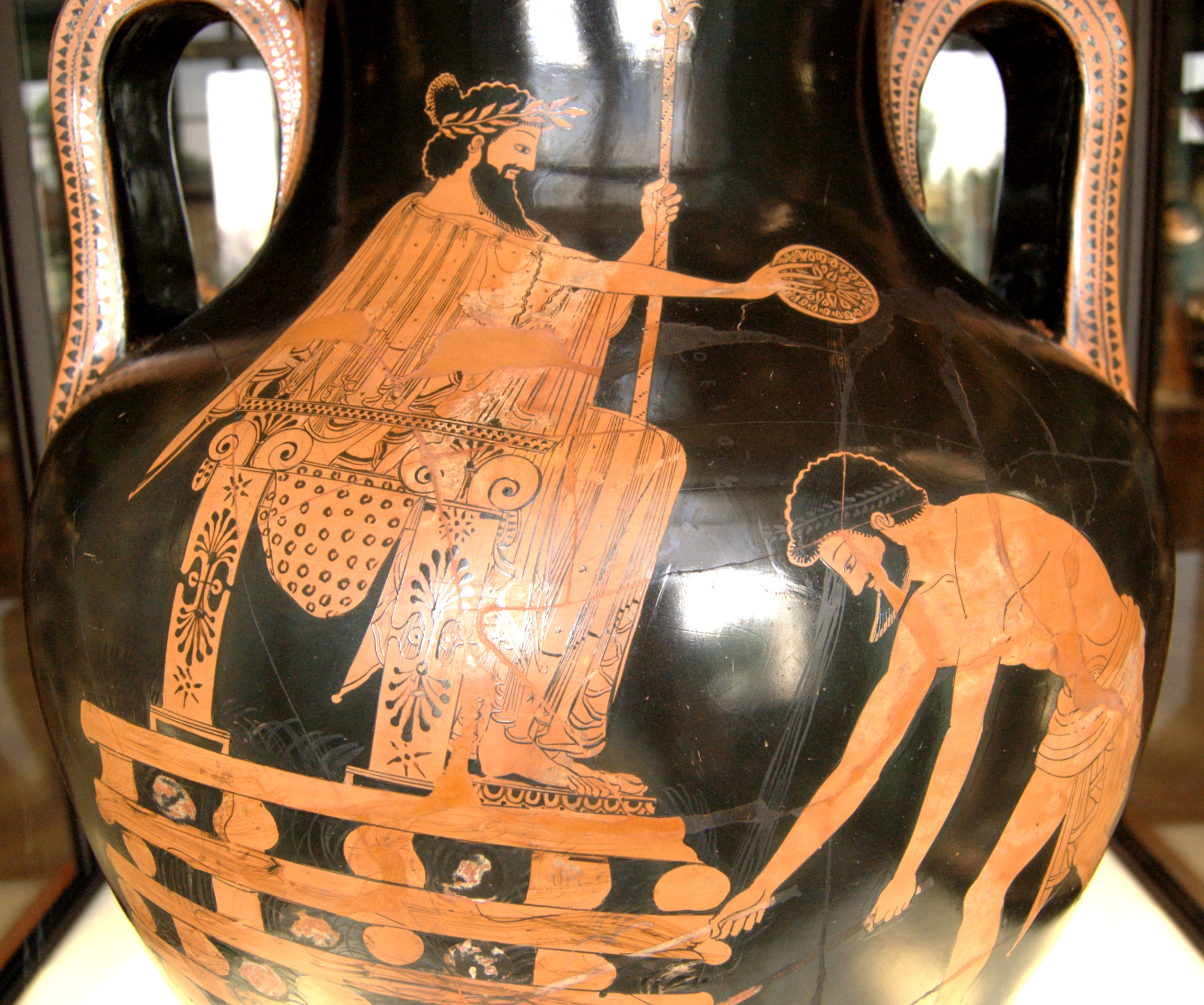
Croesus chờ bị thiêu sống (vò hai quai hình nhân vật đỏ thuộc Attic, 500–490 TCN, Louvre G 197)

Những chuyến du hành của Solon cuối cùng đã đưa ông đến Sardis, thủ đô của Lydia. Theo lời Herodotus và Plutarch, ông gặp Croesus và cho vị vua Lydia một số lời khuyên, tuy nhiên Croesus không nghe theo cho đến khi đã quá muộn. Croesus tự coi mình là con người hạnh phúc nhất và Solon đã khuyên ông ta, "Đừng coi ai là người hạnh phúc cho tới khi ông ta qua đời." Lý do là trong bất cứ lúc nào, số phận cũng có thể phản bội ngay cả con người hạnh phúc nhất và làm anh ta khốn khổ. Chỉ đến khi để mất vương quốc mình vào tay ông vua Ba Tư là Cyrus, trong lúc chờ bị tử hình, Croesus mới thấu hiểu sự thông tuệ trong lời khuyên của Solon.
Sau khi quay lại Athens, Solon trở thành đối thủ truyền kiếp của Pisistratus. Để phản đối ông ta, và làm gương cho mọi người, Solon sẽ mặc giáp đầy đủ đứng ngoài nhà mình, kêu gọi và thúc giục những người qua đường cùng chống lại âm mưu của gã bạo chúa tương lai. Nỗ lực của ông không có hiệu quả. Solon mất ít lâu sau khi Pisistratus dùng vũ lực chiếm quyền cai trị Athens, quyền lực mà trước đây người Athens đã ngây thơ trao cho ông ta. Solon mất tại đảo Cyprus ở tuổi 80 và, theo di chúc của ông, tro cốt ông được rải quanh đảo Salamis, hòn đảo nơi ông ra đời.
Pausanias thêm Solon vào danh sách Bảy Hiền nhân, những câu cách ngôn của họ được dùng để trang trí đền thờ Apollo ở Delphi. Stobaeus trong tập Hợp tuyển đã kể về một buổi tiệc rượu đêm trong đó Solon thấy đứa cháu trai mình đang hát một bài thơ của Sappho: Solon, khi nghe bài hát, đã nhờ chàng trai dạy mình hát. Khi có người hỏi, "Sao ông lại phí thời gian làm thế?", Solon trả lời, "ἵνα μαθὼν αὐτὸ ἀποθάνω", "Để tôi có thể học được nó trước khi chết." Tuy nhiên, Ammianus Marcellinus cũng kể một câu chuyện tương tự về Socrates và nhà thơ Stesichorus, trích dẫn lời ông ta gần như giống hệt: ut aliquid sciens amplius e vita discedam, nghĩa là "để khi qua đời tôi đã biết thêm được chút ít".

## Bối cảnh lịch sử

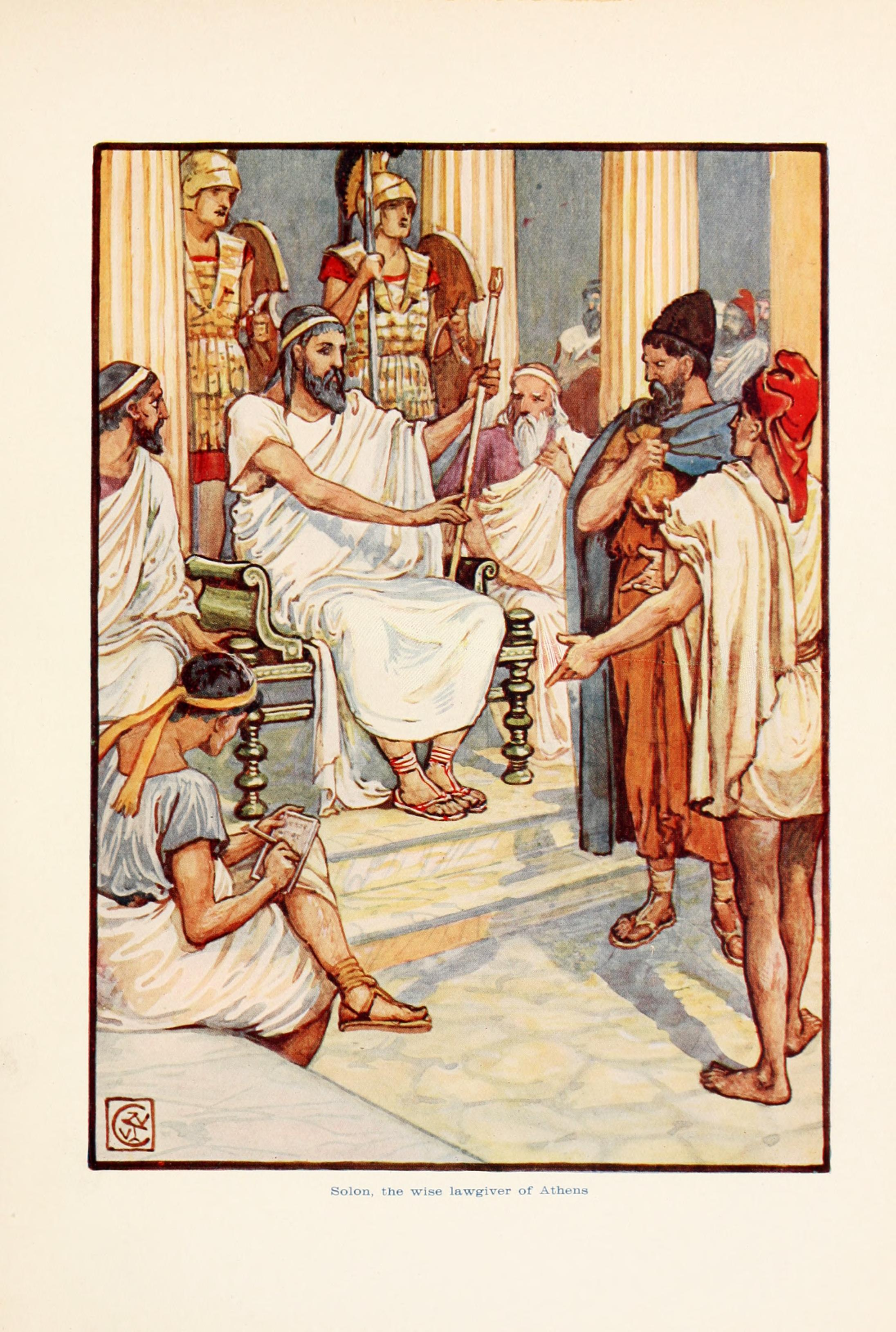
"Solon, người làm luật thông thái của Athens", minh họa bởi Walter Crane, từ cuốn The Story of Greece, told to boys and girls, by Mary Macgregor (những năm 1910)

Trong thời Solon, nhiều thành bang Hy Lạp đã chứng kiến sự xuất hiện của những tên bạo chúa, các quý tộc đã lợi dụng sức mạnh của tầng lớp mình để chiếm đoạt quyền lực. Ở Sicyon, Cleisthenes đã lợi dụng một phần thiểu số người Ionian để giành quyền lực. Ở Megara, Theagenes nổi dậy với tư cách là kẻ thù của chế độ quyền lực tập trung. Con rể của Theagenes, một quý tộc người Athens là Cylon, đã thất bại khi cố giành quyền lực tại Athens vào năm 632 TCN. Plutarch miêu tả rằng Solon đã được người dân Athens trao cho quyền lực chuyên chế do ông đủ khôn ngoan để giải quyết các khác biệt và tranh chấp giữa họ, một cách hòa bình và công minh. Theo các nguồn sử cổ đại, ông nắm quyền với tư cách là quan chấp chính (594/3 TCN). Một số học giả hiện đại thì cho rằng Solon thực sự nắm quyền sau khi đã làm quan chấp chính được vài năm, khi đó ông là một thành viên của hội đồng Areopagus và có lẽ ông đã rất được những người đồng cấp kính trọng.
Các biến động về mặt chính trị và xã hội tại Athens trong thời Solon đã trở thành đặc điểm tiêu biểu của thành bang này, được các sử gia từ thời cổ đại đến hiện đại diễn giải theo nhiều cách khác nhau. Hai sử gia cùng thời đã xác định ba nguồn thông tin lịch sử chính miêu tả Athens thời Solon, nhấn mạnh những sự ganh đua, kình địch khác nhau: kình địch về kinh tế và hệ tư tưởng, kình địch về vùng miền và kình địch giữa các gia đình quý tộc với nhau. Ba nguồn thông tin khác nhau này trở thành nền tảng để người ta nhìn nhận về tổng quan các vấn đề có liên quan.
- Kình địch về kinh tế và hệ tư tưởng là một đề tài phổ biến trong các nguồn sử cổ đại. Nguồn thông tin này xuất phát từ những bài thơ của Solon, trong đó ông đặt mình vào vai một người hòa giải đáng kính đứng giữa hai phe phái hung hăng và bất trị. Chính nguồn sử này đã thu hút sự chú ý của tác giả bộ hiến pháp Athenaion Politeia ba thế kỷ sau, nhưng cách giải nghĩa của người này có sự khác biệt thú vị:
"...xung đột giữa quý tộc và thường dân đã diễn ra rất lâu. Mọi khía cạnh trong bản hiến pháp của họ đều mang tính chuyên quyền và đặc biệt là đối với người nghèo, cùng vợ và con họ, phải chịu cảnh làm nô lệ cho người giàu... Tất cả đất đai thì nằm trong tay thiểu số. Và nếu có người không trả được tiền thuê đất, bản thân họ và con cái họ có thể sẽ bị bắt làm nô lệ. Cho đến tận thời Solon, cách thế chấp của người vay nợ là chịu ngồi tù nếu không trả được nợ. Solon là chiến sĩ bảo vệ người dân đầu tiên."[38]
Ở đây Solon được thể hiện là một người ủng hộ cho sự nghiệp dân chủ trong khi, xét theo quan điểm từ chính các bài thơ của ông, ông lại là người hòa giải cho các phe phái đối nghịch nhau. Một nguồn sử cổ đại khác biệt đáng kể nữa xuất hiện trong những trang viết của Plutarch vào cuối thế kỷ thứ 1 - đầu thế kỷ thứ 2 SCN:
"Athens bị xâu xé bởi những xung đột hàng ngày về hiến pháp. Thành phố bị chia thành nhiều đảng phái, nhiều như sự phân bố địa lý phức tạp của vùng đất này vậy. Đảng của những người sống trên đồi ủng hộ dân chủ nhất, đảng của những người sống ở đồng bằng thì ủng hộ chuyên quyền nhất, trong khi nhóm thứ ba, những người sống ở bờ biển, lại muốn có hiến pháp theo kiểu nằm giữa hai loại trên, đã trở thành vật cản và ngăn các nhóm khác nắm quyền."[39]
- Kình địch về vùng miền là một chủ đề phổ biến của các học giả hiện đại.[40][41][42][43]
"Chủ đề mới xuất hiện là về xung đột giữa các nhóm lợi ích phân bố theo vùng miền, liên minh lại vì lòng trung thành với vùng đất và được lãnh đạo bởi các địa chủ giàu có. Mục đích của họ là kiểm soát chính phủ trung ương tại Athens và cùng với đó là địa vị thống trị đối với các đối thủ ở những vùng khác thuộc Attika."[44]
Phe phái theo vùng miền là điều không để tránh khỏi đối với những vùng lãnh thổ rộng lớn như lãnh thổ mà Athens chiếm hữu. Tại hầu hết các thành bang Hy Lạp, một người nông dân có thể sống trên phố và đi đến hoặc quay về từ nông trang của họ trong ngày. Theo Thucydides, mặt khác, hầu hết người Athens vẫn sống tại các khu định cư nông thôn cho đến tận Chiến tranh Peloponnisos.[45] Hiệu ứng của chủ nghĩa địa phương trong một vùng lãnh thổ rộng lớn có thể được quan sát tại Laconia, nơi mà Sparta đã dùng biện pháp đe dọa để giành quyền kiểm soát và tái định cư một phần dân cư, trong khi nô dịch số còn lại. Attika thời Solon có vẻ như đang tiến dần đến tình huống tồi tệ tương tự, nhiều công dân có khả năng sẽ bị biến thành helot (nô lệ).[46]
- Kình địch giữa các gia tộc là một chủ đề được phổ biến gần đây bởi một số học giả, dựa trên đánh giá về sự quan trọng mang tính chính trị của việc những người có quan hệ họ hàng tập hợp thành nhóm.[36][44][47][48][49][50] Theo nguồn này, mối gắn kết quan hệ họ hàng mới là yếu tố mang ảnh hưởng quyết định tại Athens, chứ không phải lòng trung thành mang tính địa phương. Một người Athens không chỉ thuộc về một phyle hay bộ tộc và những thành phần nhỏ hơn của nó, phratry hay hội huynh đệ, mà còn thuộc về một gia đình lớn, là gia tộc hay genos. Đã có những tranh cãi rằng các đơn vị mang tính họ hàng liên kết với nhau này cũng đã củng cố hệ thống cấp bậc mà trong đó các gia đình quý tộc đứng đầu.[36][37] Do vậy sự kình địch giữa các gia đình quý tộc có thể lôi kéo người từ mọi cấp bậc trong xã hội, không kể quan hệ vùng miền. Trong trường hợp đó, cuộc chiến giữa người giàu và người nghèo thực chất lại là cuộc chiến giữa các quý tộc có quyền lực và các nhánh đối thủ yếu hơn hoặc thậm chí là có thể với các nhánh nổi loạn trong chính gia tộc mình.

Các nguồn sử kể về Athens thời Solon qua nhiều thế kỷ đã phát triển thành một tập hợp những câu chuyện trái ngược nhau, hoặc một câu chuyện phức tạp có thể giải nghĩa theo nhiều cách khác nhau. Trong khi tích lũy thêm bằng chứng, và khi các sử gia tiếp tục tranh luận vấn đề này, động cơ và mục đích thật sự đằng sau những cải cách của Solon vẫn sẽ thu hút thêm nhiều suy đoán.

## Các cải cách của Solon

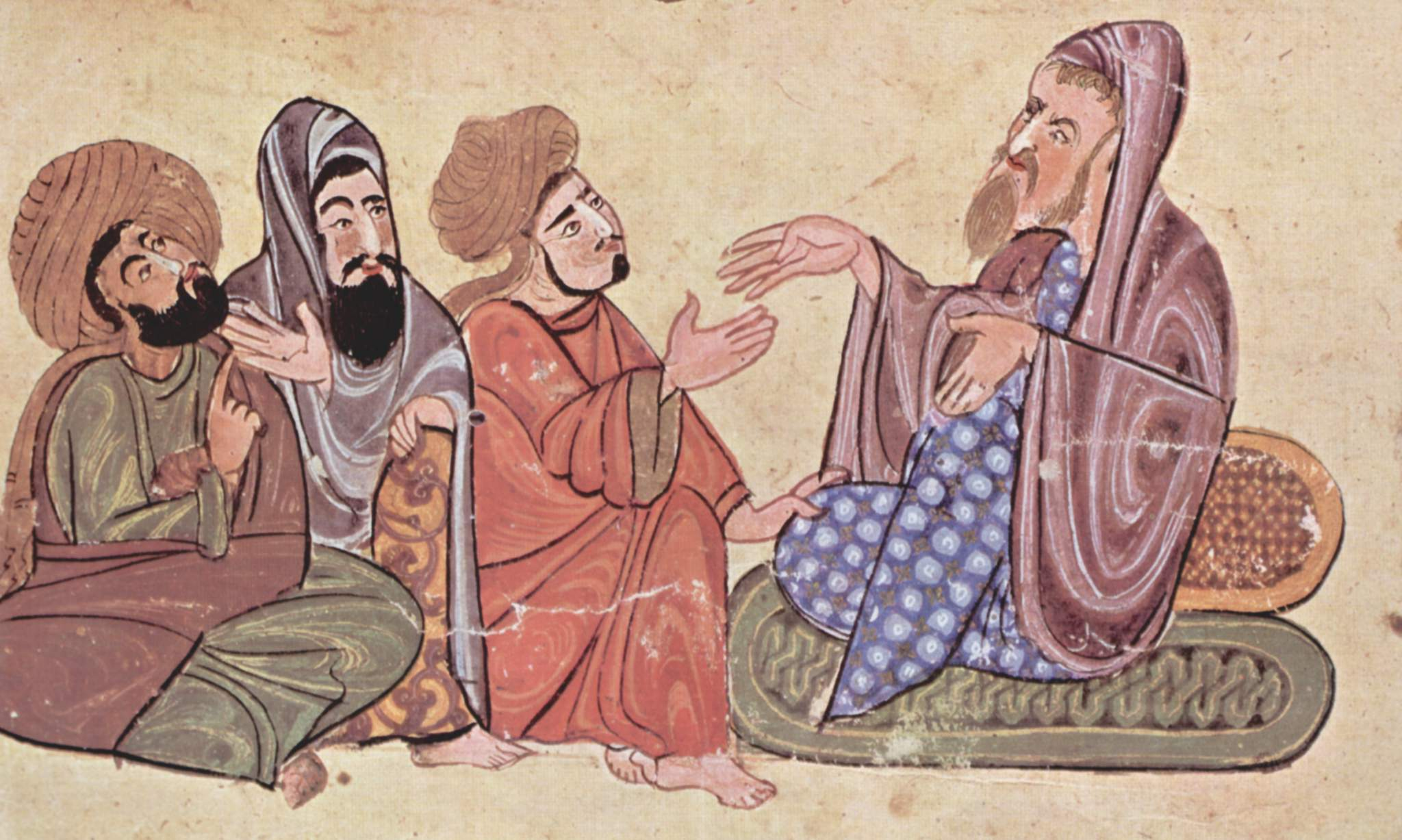
Solon, được thể hiện với các học trò trong một bức tiểu họa Hồi giáo.

Các điều luật của Solon được khắc trên những tấm gỗ, hoặc những xi lanh gắn trên các trục đứng tại Prytaneion. Những trục (axones) này có vẻ như có cùng nguyên tắc hoạt động với bàn xoay, vừa tiện cất giữ mà vừa dễ dùng. Ban đầu các trục này ghi lại những điều luật mà Draco đề ra vào cuối thế kỷ thứ 7 (thường được cho là từ năm 621 TCN). Các điều luật ghi trên đó của Draco đều không còn tồn tại trừ một bộ luật liên quan đến tội giết người, tuy nhiên các học giả đồng ý với nhau rằng bộ luật này chưa phải là hiến pháp. Solon bãi bỏ tất cả những điều luật trước đây của Draco ngoại trừ những luật liên quan đến tội giết người. Trong chuyến thăm đến Athens, Pausanias, nhà địa lý thế kỷ thứ 2 SCN kể lại rằng bộ luật của Solon vẫn được trưng bày ở Prytaneion. Một phần của những trục này vẫn còn lại đến tận thời Plutarch nhưng ngày nay thì những ghi chép duy nhất chúng ta có được về các điều luật của Solon là những lời trích dẫn và bình luận rời rạc trong các nguồn sử từ văn học, ví dụ như những trang viết của chính Plutarch. Hơn nữa, thứ ngôn ngữ viết nên các bộ luật này vốn đã được coi là cổ xưa, ngay cả với tiêu chuẩn của thế kỷ thứ năm, do đó gây khó khăn cho những nhà bình luận cổ đại khi muốn giải nghĩa. Các học giả hiện đại nghi ngờ độ tin cậy của những nguồn sử này, do đó hiểu biết của chúng ta về mặt chi tiết của những điều luật này rất hạn chế.
Nhìn chung, mục đích các cải cách của Solon mang tính hiến pháp, kinh tế và đạo đức. Sự khác biệt này, dù có phần do ảnh hưởng của con người, ít nhất cũng đã cho ta thấy một khuôn khổ sẵn có để suy luận đâu là những điều luật thật sự do Solon đề ra. Một vài hậu quả ngắn hạn của các cải cách được viết ở cuối đoạn.

### Cải cách hiến pháp

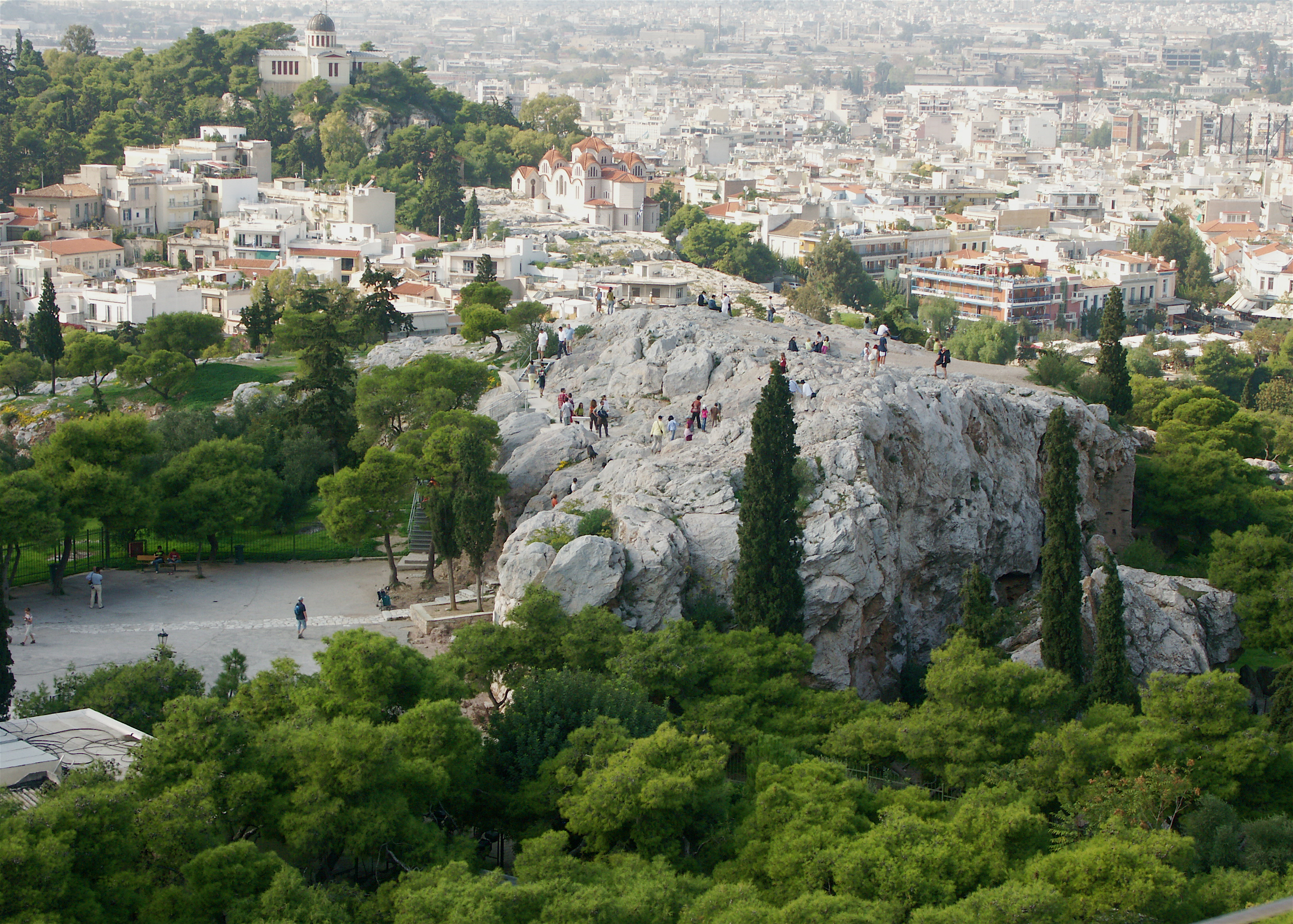
Areopagus, nhìn từ đồi Acropolis, là một khối đá nơi các quý tộc quyết định những vấn đề quan trọng của thành bang Athens trong thời Solon.

Trước những cải cách của Solon, thành bang Athens được quản lý bởi chín quan chấp chính, được bổ nhiệm hoặc bầu ra hằng năm bởi hội đồng Areopagus, dựa trên lai lịch quý tộc và độ giàu có. Hội đồng Areopagus là tập hợp những quan chấp chính trước đây, do đó, ngoài khả năng bổ nhiệm thành viên, còn là một hội đồng cố vấn cực kỳ có ảnh hưởng. Chín vị quan chấp chính này thề một lời thề mang tính nghi thức, trong lúc đứng trên một tảng đá tại sân agora, tuyên bố rằng họ sẵn sàng chi tiền xây dựng một bức tượng vàng để tạ tội nếu dám vi phạm luật pháp. Người ta tập hợp hết công dân thành Athens (Ekklesia) nhưng tầng lớp thấp nhất (Thetes) lại không được công nhận và quyền tự do ngôn luận của họ thì bị giới quý tộc kiểm soát. Do đó, dường như không có cách nào để báo cáo một quan chấp chính vi phạm lời thề, trừ khi chính hội đồng Areopagus ưu ái bên khởi tố.
Theo Hiến pháp người Athens, Solon ban hành luật cho phép mọi người dân Athens đều được trở thành Ekklesia và thành lập một tòa án (Heliaia) bao gồm người dân đến từ mọi tầng lớp. Tòa án Heliaia có vẻ đã bao gồm nhiều người Ekklesia, hoặc một số ít những người đại diện, ngồi ghế bồi thẩm đoàn. Bằng cách cho thường dân nắm quyền, không chỉ quyền bầu cử quan chức mà còn cả quyền báo cáo và xử án, Solon dường như đã đặt nền móng cho cái gọi là nền cộng hòa đích thực. Một số học giả không tin rằng Solon đã cho phép người thuộc tầng lớp Thetes tham gia tòa án Ekklesia, vì điều này là quá liều lĩnh đối với một quý tộc thời cổ đại. Các nguồn sử cổ đại nói rằng Solon đã thành lập Hội đồng Bốn Trăm, bao gồm các thành viên của bốn bộ tộc thành Athens để làm một ủy ban quản lý cộng đồng Ekklesia. Tuy nhiên, các học giả hiện đại cũng nghi ngờ chi tiết này.
Các học giả thường nhất trí rằng Solon đã hạ thấp tiêu chuẩn – về mặt kinh tế hay địa vị xã hội – áp dụng khi bầu cử vào hội đồng quan chức. Hiến pháp Solon chia cộng đồng dân cư thành bốn tầng lớp chính trị, dựa trên lượng tài sản có thể đánh thuế của họ, một cách phân loại có thể đã từng được áp dụng tại đây nhưng chỉ với mục đích quân sự hoặc đánh thuế. Đơn vị tiêu chuẩn để tính tổng tài sản là một medimnos (tương đương 12 gallon) ngũ cốc, tuy nhiên, cách phân loại bên dưới có lẽ là quá đơn giản nên sẽ không hoàn toàn chính xác về mặt lịch sử.
- Pentakosiomedimnoi
  - có giá trị tương đương 500 medimnoi hoặc hơn trong một năm.
  - đủ tư cách làm strategoi (tướng lĩnh hoặc chỉ huy quân đội)
- Hippeis
  - có giá trị tương đương 300 medimnoi hoặc hơn trong một năm.
  - tương đương với tầng lớp hiệp sĩ thời Trung Cổ, họ đủ giàu để mua sắm trang bị và làm kỵ binh
- Zeugitai
  - có giá trị tương đương 200 medimnoi hoặc hơn trong một năm.
  - tương đương với tầng lớp tiểu điền chủ thời Trung Cổ, họ đủ giàu để mua sắm trang bị và làm bộ binh (Hoplite)
- Thetes
  - có giá trị tương đương 199 medimnoi hoặc ít hơn trong một năm
  - công nhân hoặc nông dân lĩnh canh, họ tự nguyện làm nô tì, hoặc quân trợ chiến được trang bị những thứ như dây quăng đá hoặc làm người chèo thuyền trong hải quân.

Theo Hiến pháp người Athens, chỉ có pentakosiomedimnoi mới có khả năng ứng cử làm những chức vụ cao, như quan chấp chính, và do đó chỉ có họ mới có khả năng được bầu vào hội đồng Areopagus. Quan điểm hiện đại cho rằng cả hippeis cũng có đặc quyền này. Ba tầng lớp đầu được phép ứng cử vào nhiều vị trí thấp khác nhau còn thetes thì không được tham gia một hội đồng nào.
Tùy vào cách ta giải nghĩa những sự kiện lịch sử, các cải cách hiến pháp của Solon có thể là một hình thức chính phủ dân chủ cấp tiến, hoặc chỉ phần nào biến đổi chính phủ chuyên chế cứng rắn thành chế độ tài phiệt, hoặc cũng có thể sự thật nằm ở đâu đó giữa hai thái cực trên.

### Cải cách kinh tế
Nếu muốn hiểu được các cải cách kinh tế của Solon, cần phải đặt mình vào bối cảnh mà trong đó nền kinh tế nguyên thủy, mang tính "vừa đủ sống" chiếm ưu thế cả trước và sau thời Solon. Hầu hết người Athens vẫn sống trong những khu định cư nông thôn cho đến tận chiến tranh Peloponnisos. Cơ hội giao thương buôn bán, ngay cả trong biên giới Athens, rất hạn chế. Gia đình làm nông điển hình, ngay cả trong thời cổ đại, chỉ sản xuất được vừa đủ để thỏa mãn nhu cầu thiết yếu. Cơ hội giao thương buôn bán quốc tế gần như không có. Người ta ước tính rằng, ngay cả trong thời La Mã, hàng hóa tăng giá thêm 40% mỗi khi chúng đi được thêm 100 dặm trên bộ, nhưng chỉ tăng 1.3% với cùng khoảng cách khi đi trên biển, ấy vậy mà không có bằng chứng nào cho thấy Athens đã sở hữu thương thuyền cho đến khoảng những năm 525 TCN. Trước lúc đó, những thuyền chiến hẹp có thêm chức năng thứ hai là chở hàng. Athens, giống như những thành bang Hy Lạp khác trong thế kỷ thứ 7 TCN, đã phải đối mặt với áp lực vì dân số gia tăng và cho đến năm 525 TCN thành bang này chỉ đủ sức nuôi dân cư trong 'những năm được mùa'.
Do vậy ta có thể suy đoán rằng các cải cách của Solon diễn ra trong thời kỳ quá độ kinh tế tối quan trọng này, khi mà nền kinh tế nông thôn vừa đủ sống rất cần thêm ngành thương mại non trẻ. Các cải cách cụ thể được cho là của Solon như sau:

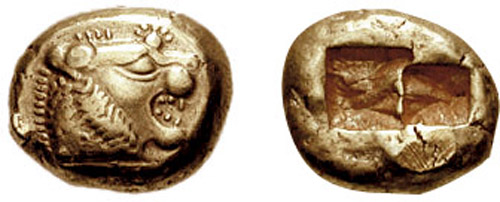
Croeseid, một trong những đồng xu cổ nhất được biết đến. Nó được đúc vào đầu thế kỷ thứ 6 TCN tại Lydia. Những đồng xu như thế này có lẽ đã tìm được đường đến Athens, nhưng khó có khả năng Athens đã có đồng tiền riêng từ thời này.

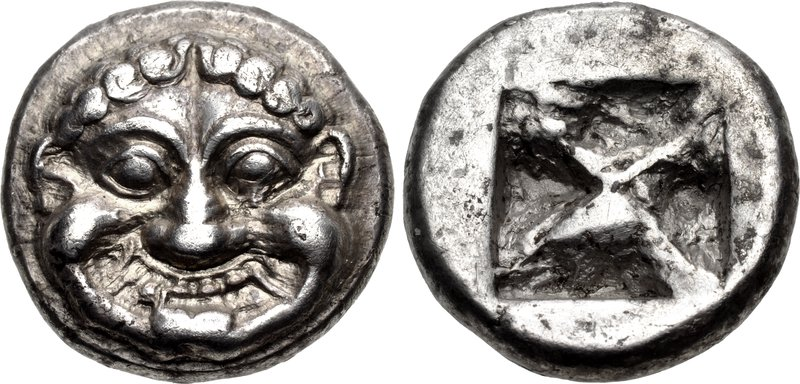
Đồng xu cổ nhất tại Athens, k. 545–515 TCN

- Khuyến khích những người cha tìm việc cho các con trai ông ta; nếu ông ta không thực hiện, sẽ không có luật lệ nào bắt các con trai phải phụng dưỡng cha khi ông ta già yếu.[84]
- Khuyến khích những thương nhân nước ngoài định cư tại Athens; những ai ở lại sẽ được trao quyền công dân, nếu họ đưa cả gia đình theo.[85]
- Việc trồng cây ô liu được khuyến khích; việc xuất khẩu các loại hoa quả khác bị cấm.[86]
- Người ta khuyến khích cạnh tranh thương mại ở Athens bằng cách xem xét sửa đổi các đơn vị đo độ dài và cân nặng, có thể được dựa trên những tiêu chuẩn đã được áp dụng thành công ở nơi khác, chẳng hạn như Aegina hay Euboia[87][88] hoặc, một nơi xuất hiện trong các nguồn sử cổ nhưng không được các sử gia hiện đại tán đồng, Argos.[89]

Người ta cũng thường cho rằng, dưới sự cho phép của các nhà bình luận cổ đại thì Solon cũng đã cải cách lại đồng tiền xu của Athens. Tuy nhiên những nghiên cứu hóa tệ học gần đây cho thấy có lẽ Athens đã không có tiền xu cho đến khoảng năm 560 TCN, rất lâu sau những cải cách của Solon. Dù sao thì, hiện giờ cũng đã có nhiều lý do để cho rằng sự lưu hành tiền tệ đã bắt đầu trước cả những cải cách của Solon. Từ đầu thế kỷ thứ sáu người Athens đã dùng bạc, dưới dạng những mảnh bạc nén để trả cho hàng hóa. Giá trị của đồng Drachma và obol đã được xác định, dù cân nặng tiêu chuẩn tương ứng có lẽ đã không ổn định.
Các cải cách kinh tế của Solon thành công trong việc kích thích giao thương quốc tế. Loại vò hình nhân vật đen của Athens được xuất khẩu nhiều hơn, với số lượng và chất lượng ngày càng tăng, quanh biển Aegea từ khoảng năm 600 TCN đến 560 TCN, thành công này diễn ra cùng với thời điểm giao thương vò Corinth bắt đầu suy thoái. Việc cấm xuất khẩu ngũ cốc có thể được hiểu là nhằm cải thiện cuộc sống cho người nghèo. Tuy nhiên, việc khuyến khích trồng cây ô liu xuất khẩu khiến cho cuộc sống của nhiều người Athens khó khăn hơn, do họ mất đi những mảnh đất mà trước đây được dùng để trồng ngũ cốc. Hơn nữa, cây ô liu không ra quả trong suốt sáu năm đầu (nông dân phải chịu khó khăn cho đến khi có lời cũng làm nổ ra tranh cãi về chủ nghĩa trọng thương về việc hỗ trợ người nông dân trong thời gian khó khăn đó, trường hợp tương tự ở Anh được minh họa rằng "Một chính sách nội địa để lại tác động lâu dài là việc biến 'đất hoang' thành đất canh tác nông nghiệp. Người theo chủ nghĩa trọng thương cho rằng, để gia tăng sức mạnh của quốc gia thì mọi đất đai và tài nguyên nên được sử dụng ở mức tối đa..."). Do đó mục đích thật sự đằng sau cải cách kinh tế của Solon cũng khó hiểu như các cải cách hiến pháp của ông vậy. Có phải người nghèo bị ép phải phục vụ cho một nền kinh tế đang biến đổi, có phải nền kinh tế được cải cách để phục vụ người dân nghèo, hoặc có phải những chính sách của Solon là biểu hiện của sự tranh đấu giữa người nghèo và giới quý tộc?

### Cải cách đạo đức
Trong những bài thơ của ông, Solon thể hiện một Athens đang bị đe dọa bởi chính lòng tham vô đáy và sự kiêu ngạo của người dân nơi đây. Ngay cả đất mẹ (Gaia), người mẹ quyền năng của các vị thần, cũng bị nô dịch. Biểu tượng của sự xâm hại tự nhiên và trật tự xã hội này là một kiểu cột mốc có tên horos, một cột gỗ hoặc đá báo hiệu rằng người nông dân đang phải gánh nợ hoặc chịu làm việc bắt buộc, cho một quý tộc bảo hộ hay một chủ nợ. Cho đến thời Solon, đất đai là thứ tài sản không thể chuyển nhượng thuộc về một gia đình hoặc gia tộc và không được bán hay đem cầm cố. Đối với một gia tộc sở hữu nhiều đất đai thì họ không gặp nhiều vấn đề, do họ vẫn có thể cho người khác thuê đất theo hình thức lĩnh canh. Tuy nhiên, một gia đình với một nông trại nhỏ thì khi gặp khó khăn, họ không thể đem đất làm vật thế chấp dù có sở hữu mảnh đất đó hay không. Thay vào đó người nông dân sẽ phải dùng chính mình và gia đình để thế chấp, làm lao động khổ sai để trả nợ. Cùng với đó, một gia đình có thể trả một phần lợi nhuận của đất đai hoặc công sức cho một gia tộc có quyền lực để đổi lấy sự bảo hộ. Nông dân là đối tượng của những loại hợp đồng này đôi khi được biết đến với cái tên hektemoroi ám chỉ rằng họ phải trả hoặc chỉ giữ lại một phần sáu lợi nhuận hàng năm của nông trại. Trong trường hợp 'phá sản', hoặc không thực hiện được những điều kiện mà bên horoi đề ra, nông dân và gia đình có thể thực sự bị bán làm nô lệ.

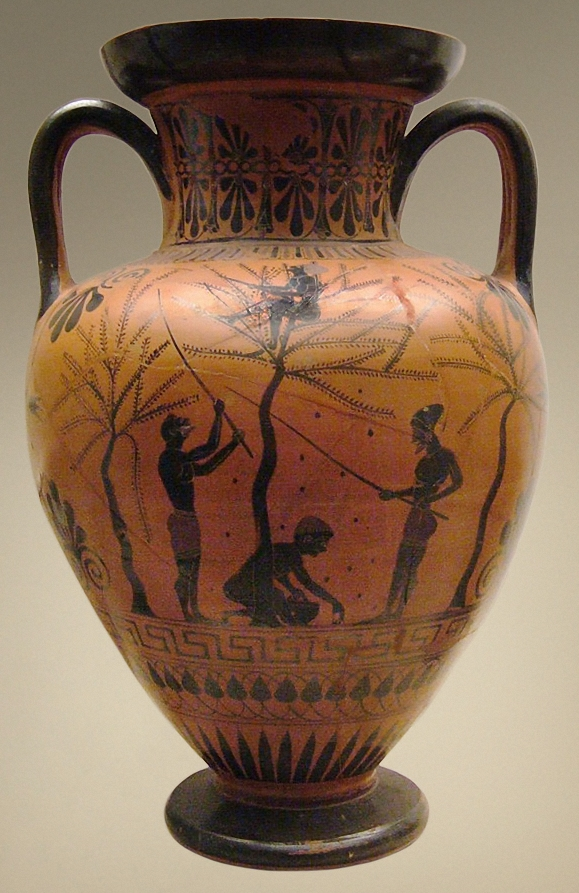
Chiếc bình đựng tro hình nhân vật đen từ Athens thế kỷ thứ 6 này, trưng bày tại Bảo tàng Anh, thể hiện cảnh thu hoạch ô liu. Nhiều nông dân, phải làm việc gán nợ, sẽ làm việc trên những ruộng lớn cho chủ nợ.

Những cải cách của Solon chống lại sự bất công này sau đó được người Athens biết đến và tôn vinh với cái tên Seisachtheia (rũ bỏ gánh nặng). Cũng như với những cải cách khác của ông, vẫn có sự tranh cãi về mức độ quan trọng thật sự của chúng. Nhiều học giả chấp thuận những bằng chứng mà các nguồn sử cổ đại đưa ra, giải nghĩa rằng ông đã xóa nợ cho mọi người, trong khi người khác cho rằng đây là sự bãi bỏ một kiểu quan hệ phong kiến, và một số người lại thích tìm hiểu cách giải nghĩa khác. Các cải cách bao gồm:
- bãi bỏ mọi hợp đồng mà các horoi đã ký kết.[106]
- cấm việc đem con người ra làm vật thế chấp, tức nô lệ gán nợ.[104][105]
- giải phóng tất cả những người dân Athens đã bị bán làm nô lệ.[106]

Việc loại bỏ nhóm horoi rõ ràng đã ngay lập tức cải thiện tình hình kinh tế của tầng lớp bị áp bức nặng nhất ở Attica, và cũng chấm dứt hoàn toàn việc người Athens bị nô dịch bởi chính đồng bào mình. Một số người Athens đã bị bán làm nô lệ ở nước ngoài và một số người thì đã trốn ra nước ngoài để không phải chịu cảnh nô lệ – Solon tự hào viết trong thơ của ông việc nhóm người này bắt đầu quay về nước. Tuy nhiên người ta quan sát rằng, có rất ít người trong số những người đen đủi này được đưa về an toàn. Người ta cũng thấy rằng bộ luật seisachtheia không chỉ xóa bỏ chế độ nô lệ và nợ nần chồng chất, mà còn loại bỏ đi cách duy nhất mà người nông dân có thể kiếm thêm tiền.
Tuy nhiên, luật seisachtheia chỉ là một nhóm cải cách trong bộ luật cải cách rộng hơn của ông. Các cải cách khác bao gồm:
- bãi bỏ việc trao tặng của hồi môn phung phí.[110]
- đề ra luật chống lại việc áp dụng chế độ thừa kế bừa bãi, nhất là những gì liên quan đến luật epikleros (điều luật về một phụ nữ không có anh em trai để thừa kế tài sản của cha, theo truyền thống sẽ buộc phải cưới họ hàng gần nhất bên nội để sinh ra con làm người thừa kế đất đai).[111]
- bất cứ công dân nào cũng được quyền khởi tố thay cho một người khác.[112][113]
- tước quyền công dân của bất cứ ai từ chối cầm vũ khí tham gia xung đột trong nước, và chiến tranh, một biện pháp để hạn chế sự lãnh đạm với chính trị đến mức nguy hiểm.[114][115][116][117][118]

Demosthenes cho rằng thời kỳ hoàng kim của thành bang sau này là nhờ có "tính khiêm tốn và thanh đạm cá nhân" trong giới quý tộc Athens. Có lẽ Solon, vừa nhờ vào hình ảnh cá nhân vừa nhờ vào cải cách hiến pháp, đã trở thành tấm gương của đạo đức mẫu mực. Ý thức về trách nhiệm công dân đó sau này đã thống nhất người Athens khi họ đứng trước sức mạnh của đội quân Ba Tư. Có lẽ tinh thần đoàn kết này đã xuất hiện trong ý thức người Athens từ những cải cách của Solon.

### Sau các cải cách của Solon

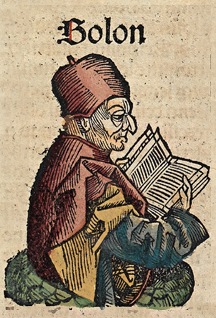
Solon, được thể hiện như một học giả Trung Cổ trong Nuremberg Chronicle.

Sau khi hoàn thành việc cải cách, Solon từ bỏ quyền lực tuyệt đối đang có và rời khỏi đất nước. Theo Herodotus thành bang này buộc phải giữ nguyên các cải cách của Solon trong 10 năm, trong khi theo Plutarch và tác giả của Hiến pháp người Athens (được cho là Aristotle) thì họ buộc phải làm thế trong 100 năm. Một học giả hiện đại cho rằng khoảng thời gian mà Herodotus ghi lại có lẽ đúng hơn về mặt lịch sử do trùng với 10 năm Solon đã rời đất nước. Trong bốn năm đầu khi Solon rời đi, những vết rạn nứt cũ trong xã hội đã xuất hiện, với những rắc rối mới. Có một số vấn đề trong các thủ tục mới của chính phủ, các quan chức được bầu đôi khi không chịu từ chức, và đôi khi những chức vụ quan trọng bị bỏ trống. Người ta còn nói rằng có một số người đã trách cứ Solon vì những chuyện này. Cuối cùng thì một người họ hàng của Solon, Peisistratos, dùng vũ lực để chấm dứt hiện tượng chia bè kết phái, và bất chấp hiến pháp mà trở thành một bạo chúa. Theo Plutarch, Solon nói rằng người Athens đã ngu dốt và hèn nhát khi để chuyện đó xảy ra.
Hiện nay ta chỉ biết đến các vần thơ của Solon dưới dạng những câu trích dẫn rời rạc mà các tác giả cổ đại, như Plutarch và Demosthenes, dùng để minh họa cho lý luận của họ. Có thể một số câu đã bị gán nhầm cho ông và một số học giả đã phát hiện ra việc các tác giả sau này tự ý viết thêm vào. Ông cũng là công dân đầu tiên của Athens nhắc đến nữ thần Athena (fr. 4.1–4).
Thơ của Solon thường được coi là không nổi bật. Người ta đôi khi nói thơ của ông có vẻ 'tự cao' và 'vênh váo' và ông từng làm một bài vãn ca hàm chứa lời khuyên đạo đức cho một nhà thơ giỏi hơn ông, Mimnermus. Hầu hết những câu thơ còn lại đến ngày nay đều thể hiện rằng ông viết thơ khi đang là một nhà hoạt động chính trị, quyết tâm củng cố quyền lực và quyền lãnh đạo của cá nhân ông, được nhà nghiên cứu chủ nghĩa cổ điển người Đức là Wilamowitz cho là một "bài diễn thuyết có vần" (Eine Volksrede in Versen). Tuy nhiên theo Plutarch, Solon ban đầu chỉ viết thơ cho vui, và bàn luận về niềm vui này theo lối thông thường thay vì theo lối triết học. Phong cách viết bi thảm của Solon được cho là lấy cảm hứng từ Tyrtaeus. Ông cũng viết thơ trào phúng và thơ trochaic, theo một học giả hiện đại, hai kiểu thơ này sống động và thẳng thắn hơn vãn ca của ông và có lẽ đã mở đường cho phong cách kịch trào phúng của Athens sau này.
Thơ Solon quan trọng vì tính lịch sử chứ không phải tính nghệ thuật, là suy nghĩ riêng về các cải cách và thái độ của ông. Tuy nhiên, thơ không phải là thể loại lý tưởng để lưu lại dữ kiện lịch sử, và những câu thơ còn lại đến hiện nay cho ta rất ít thông tin. Theo thơ Solon, thì những cải cách của ông là nhằm mục đích hòa giải chính trị cho Athens, trong một khoảng thời gian mà người dân thành phố bắt đầu chia bè kết phái do những khác biệt xã hội và kinh tế:
| πολλοὶ γὰρ πλουτεῦσι κακοί, ἀγαθοὶ δὲ πένονται: ἀλλ' ἡμεῖς αὐτοῖς οὐ διαμειψόμεθα τῆς ἀρετῆς τὸν πλοῦτον: ἐπεὶ τὸ μὲν ἔμπεδον αἰεί, χρήματα δ' ἀνθρώπων ἄλλοτε ἄλλος ἔχει. | Có người xấu thì giàu, có người tốt lại nghèo; Ta sẽ không đánh đổi đạo đức lấy tiền tài: Đạo đức là thứ không gì lấy đi được, Nhưng tiền tài thì đổi chủ suốt ngày. |
| | |

Bản dịch bởi nhà thơ người Anh John Dryden, lời thơ của Solon định ra cái gọi là 'sự cao thượng về đạo đức' để giải hòa hoặc tảng lờ đi sự khác biệt giữa người giàu và người nghèo. Thơ ông ám chỉ ông định dùng quyền lực lập pháp tuyệt đối của mình để hòa giải cho các phe phái khác nhau trong nước:
| ἔστην δ' ἀμφιβαλὼν κρατερὸν σάκος ἀμφοτέροισι: νικᾶν δ' οὐκ εἴασ' οὐδετέρους ἀδίκως. | Trước cả hai bên, tôi giơ cao tấm khiên quyền lực Không để ai đụng đến quyền lợi của đối phương. |
|                                                                                      |                                                                                                  |

Nỗ lực của ông rõ ràng đã bị hiểu nhầm:
| χαῦνα μὲν τότ' ἐφράσαντο, νῦν δέ μοι χολούμενοι λοξὸν ὀφθαλμοῖς ὁρῶσι πάντες ὥστε δήϊον. | Trước đây họ khoe khoang với tôi; mắt nhìn tránh chỗ khác Giờ họ ngờ vực nhìn tôi; không còn bạn mà đã thành thù. |
|                                                                                          | |

Solon nói nhiều về 'chủ nghĩa dân tộc' của Athens, cụ thể là trong cuộc xung đột với Megara, vùng đất hàng xóm và cũng là đối thủ trong vùng vịnh Saronic. Plutarch thể hiện sự ngưỡng mộ với khúc vãn ca mà Solon viết cho người Athens để động viên quân lính chiến lại hòn đảo Salamis mà Megara kiểm soát. Cũng về bài thơ đó, Diogenes Laërtius nói rằng nó đã khích lệ tinh thần dân tộc của người Athens mạnh hơn bất cứ câu thơ nào mà Solon từng viết:
Ta cùng đi đến Salamis để chiến đấu vì hòn đảo

Ta quyết tâm đi, và rửa sạch mối nhục này!
Một đoạn khác thì miêu tả về bánh mì và bánh ngọt đủ loại:
Họ nhậu nhẹt và một số người ăn mật ong cùng bánh vừng (itria), số khác thì bánh mì, còn lại là gouroi trộn với đậu lăng. Tại nơi đó, không thiếu loại bánh nào, với đủ thứ nhân bánh, làm từ mọi thứ gì mọc lên từ đất đen cho con người, tất cả đều được bày ra vô cùng hào phóng.
Vùng đất trù phú với đủ loại bánh mà Solon miêu tả vẫn chưa rõ là đâu. Một số học giả suy diễn rằng đó có thể là Ba Tư dựa trên lời bình của Herodotus rằng bánh ngọt là phần quan trọng nhất của bữa ăn, có thể là một thành bang Hy Lạp, hoặc thậm chí là một tưởng tượng về 'thiên đường'. Dù Athenaeus không thể nhận dạng được bánh hours từ thơ của Solon, ông miêu tả rằng đó là một loại bánh plakous ám chỉ rằng loại bánh này 'phẳng'. Các loại bánh tương tự cũng được miêu tả bởi Philoxenus đảo Cythera.

## Solon và chuyện tình dục của người Athens

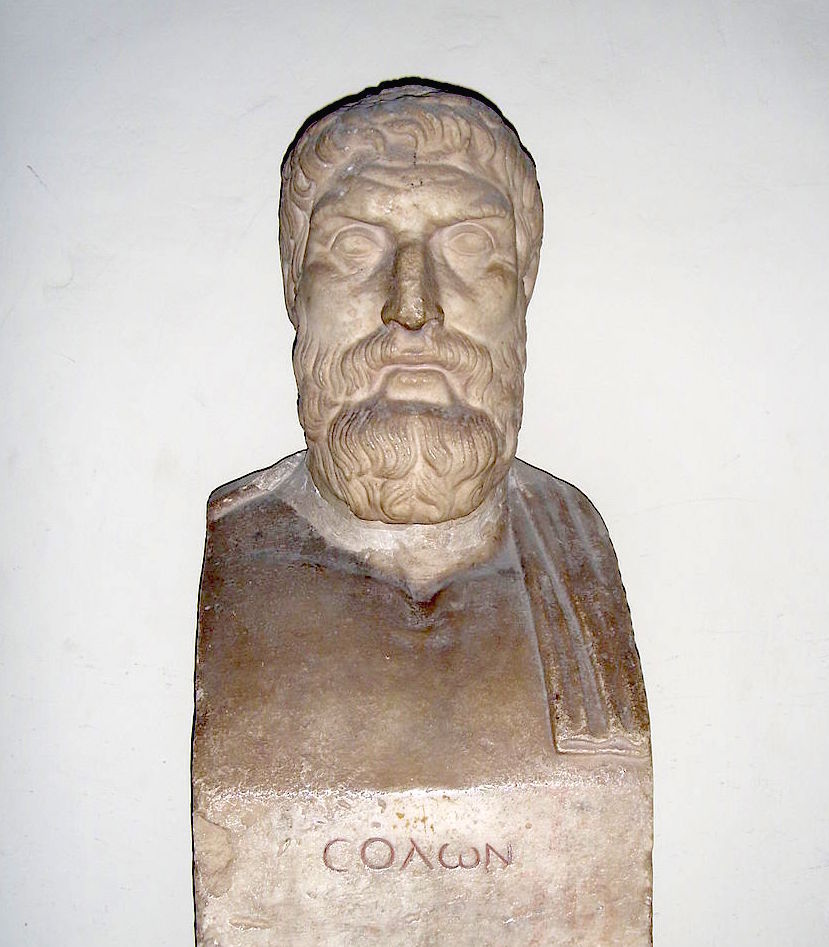
Tượng bán thân Solon tại Bảo tàng Vatican.

Với tư cách là một người điều hành xã hội Athens, Solon, theo một số học giả, cũng hợp pháp hóa những tập tục tình dục của thành bang này. Theo một phần còn sót lại trong một tác phẩm ("Brothers") của nhà viết hài kịch Philemon, Solon thành lập các nhà thổ công tại Athens để "dân chủ hóa" việc hoạt động tình dục. Dù tác phẩm hài kịch này vẫn bị nghi ngờ về độ chính xác, ít nhất một học giả hiện đại cho rằng ở Athens cổ đại, tầm ba trăm năm sau khi Solon mất, đã có một bài diễn thuyết gán cho các cải cách của ông là đã làm tăng sự tương tác tình dục dị tính.
Các tác giả cổ đại cũng nói rằng Solon đã điều chỉnh luật liên quan đến quan hệ đồng tính nam ở Athens; đây được cho là việc cải tổ phong tục sao cho phù hợp với hệ thống polis mới. Theo các tác giả này, những nhà làm luật cổ (trong đó ám chỉ cả Solon) đưa ra nhiều luật để tuyên truyền và bảo vệ cộng đồng đồng tính nam và kiểm soát những hành động bạo lực nhắm vào các thanh niên tự do. Cụ thể là, nhà hùng biện Aeschines nói rằng các luật này cấm nô lệ đến sảnh đấu vật và cấm họ quan hệ đồng tính với các con trai của công dân. Tuy nhiên, bình luận về những điều luật Solon của các nhà hùng biện thế kỷ thứ 4 như Aeschines được coi là không đáng tin cậy vì một số lý do;
Những người biện hộ tại Attic rất thích gán cho ông ta (Solon) bất cứ luật nào có lợi cho vụ của họ, và các tác giả sau này không còn tiêu chuẩn nào để phân biệt đâu là luật thật đâu là người khác gán cho. Cũng không còn bộ luật hoàn chỉnh và chính xác nào của ông còn tồn tại để cho các học giả cổ đại tham khảo.
Ngoài những liên đới về mặt luật pháp của Solon với cộng đồng đồng tính nam, có cả những gợi ý về liên đới cá nhân nữa. Đọc giả cổ đại đã kết luận, dựa trên chính thơ khiêu dâm của ông, rằng Solon thích các chàng thanh niên trẻ. Theo một số tác giả cổ đại thì Solon đã nhận gã bạo chúa tương lai Pisistratus làm eromenos của ông. Aristotle, viết vào khoảng năm 330 TCN, đã định bác bỏ tin đồn này, cho rằng "những kẻ nói những điều vô lý rõ ràng, vờ như Solon là tình nhân của Pisistratus, trong khi tuổi tác họ không hợp với việc đó," do Solon lớn hơn Pisistratus những 30 tuổi. Dù vậy, cách nghĩ truyền thống này vẫn tồn tại. Bốn thế kỷ sau Plutarch bác bỏ sự hoài nghi của Aristotle và ghi lại câu chuyện sau, ghi thêm cả phỏng đoán của chính ông:
Và họ nói rằng Solon yêu [Pisistratus]; và tôi cho rằng đó là lý do, khi sau này dù họ có bất đồng về chính phủ, nhưng sự đối đầu giữa họ không bao giờ tiến triển theo hướng giận dữ và bạo lực, họ nhớ về tình cảm khi xưa, và giữ lại tình yêu cùng cảm xúc ngọt ngào như "Ngọn lửa dữ dội ẩn dưới đám than hồng".
Một thế kỷ sau Plutarch, Aelian cũng nói rằng Pisistratus là eromenos của Solon. Tuy nhiên, dù tồn tại đến tận ngày nay, ta vẫn chưa biết nguồn sử này là chính xác hay được thêu dệt nên. Người ta gợi ý rằng tin đồn truyền thống này thể hiện một mối quan hệ cộng sinh hòa bình và vui vẻ giữa Solon và Pisistratus, bắt nguồn từ lúc Pisistratus nắm quyền, để hợp pháp hóa quyền lực của ông ta, cũng như của các con trai ông. Dù nguồn gốc của tin đồn này là gì, thì các thế hệ sau cũng đã thêm nó vào câu chuyện rồi. Người ta cho rằng ông đã tìm được cách thể hiện tình yêu đồng tính này trong thơ ca, mà ngày nay chỉ còn những phần rời rạc làm bằng chứng. Tuy nhiên tính chính xác của những đoạn thơ được cho là của Solon thì không chắc chắn – cụ thể là, những câu cách ngôn mang màu sắc đồng tính của Solon được một số nguồn cho là của Theognis gán sang.

### Tuyển tập thơ còn lưu giữ được của Solon
- Martin Litchfield West, Iambi et elegi Graeci ante Alexandrum cantati2: Callinus. Mimnermus. Semonides. Solon. Tyrtaeus. Minora adespota,, Oxonii: e typographeo Clarendoniano 1972, revised edition 1992 x + 246 pp.
- T. Hudaon-Williams, Early Greek Elegy: Ekegiac Fragments of Callinus, Archilochus, Mimmermus, Tyrtaeus, Solon, Xenophanes, and Others, # Taylor and Francis (1926), ISBN 0-8240-7773-3.
- Christoph Mülke, Solons politische Elegien und Iamben: (Fr. 1 - 13, 32 - 37 West), Munich (2002), ISBN 3-598-77726-4.
- Eberhard Ruschenbusch Nomoi: Die Fragmente d. Solon. Gesetzeswerkes, Wiesbaden: F. Steiner (1966).
- H. Miltner Fragmente / Solon, Vienna (1955)
- Eberhard Preime, Dichtungen: Sämtliche Fragmente / Solon Munich (1940).